# Esmíntids
Els esmíntids (Sminthidae) són una família de rosegadors de la superfamília dels dipodoïdeus. Actualment només conté un gènere vivent, Sicista, que s'estén des de Dinamarca a l'oest fins a Sakhalín (Rússia) a l'est, però el registre fòssil d'aquest grup és bastant ric. Algunes espècies extintes també arribaren a Nord-amèrica en dos episodis de colonització diferents. El grup aparegué a finals de l'Eocè superior i es començà a diversificar durant l'Oligocè.
Anteriorment eren classificats com a subfamília dels dipòdids amb el nom de sicistins (Sicistinae).